# Gérard Delbeke
Gérard Delbeke (ur. 1 września 1903 w Ruiselede, zm. 22 października 1977) – belgijski piłkarz grający na pozycji pomocnika.

## Kariera
Karierę piłkarską rozpoczął w roku 1923 w barwach Club Brugge, w którym jako zawodnik spędził dziesięć lat. W roku 1930 dostał powołanie do reprezentacji na mistrzostwa świata 1930. Na boiskach Urugwaju rozegrał jeden mecz, przeciwko Paragwajowi, który był jego pierwszym i zarazem ostatnim w kadrze narodowej.
Po zakończeniu kariery piłkarskiej w roku 1933 został zatrudniony na stanowisku trenera Club Brugge, jednak z powodu słabych wyników po sezonie pożegnano go. Szkoleniowcem „Blauw-Zwart” został potem jeszcze raz i był nim przez cały okres II wojny światowej.